# Synclysmus grisescens
Synclysmus grisescens är en fjärilsart som beskrevs av Pierre E.L. Viette 1971. Synclysmus grisescens ingår i släktet Synclysmus och familjen mätare. Inga underarter finns listade i Catalogue of Life.